# Imja Tsho
El Imja Tsho (en nepalí: इम्जा हिमताल) es un lago glacial creado después de que el agua de deshielo comenzó a acumularse a los pies del glaciar Imja en la década de 1960. Un estudio de 2009 describe este lago de agua de deshielo como uno de los de más rápido crecimiento en el Himalaya. En el lugar existe una morrena terminal, Imja Tsho que amenaza las comunidades aguas abajo, con la posibilidad de una inundación glacial en cualquier momento. 
Imja Tsho ha sido identificado como uno de los lagos potencialmente peligrosos en el Himalaya. Se encuentra a 27 ° 59 '17 "de latitud norte, 86 ° 55' 31" de longitud E y a una altitud de 5010 m en la región del Everest de Nepal. La cuenca del Imja Tsho ocupa la parte nororiental de la subcuenca Dudh Koshi. El lago en sí se encuentra en la punta de sus glaciares madre (Glaciares Imja y Lhotse Shar). El Glaciar Lhotse Shar fluye en una dirección sudoeste. El glaciar Imja, por otro lado está orientado en una dirección noroeste y tiene su terminal en alrededor de 5100 m. Estos dos glaciares se funden aproximadamente 3,5 km por encima de la terminal y fluyen hacia el oeste justo debajo de la ruta de senderismo de Imja Tse.